# Moskalenkî, Ciornobai
Moskalenkî (în ucraineană Москаленки) este o comună în raionul Ciornobai, regiunea Cerkasî, Ucraina, formată numai din satul de reședință.

## Demografie
Componența lingvistică a comunei Moskalenkî
     Ucraineană (98,64%)
     Rusă (1,11%)
     Alte limbi (0,06%)
Conform recensământului din 2001, majoritatea populației comunei Moskalenkî era vorbitoare de ucraineană (98,64%), existând în minoritate și vorbitori de rusă (1,11%).